# ملاس أسود
ملاس أسود (الاسم العلمي: Leotia nigra) هو نوع من الفطريات يتبع جنس الملاس من الفصيلة الملاسية